# Witzleben (Adelsgeschlecht)

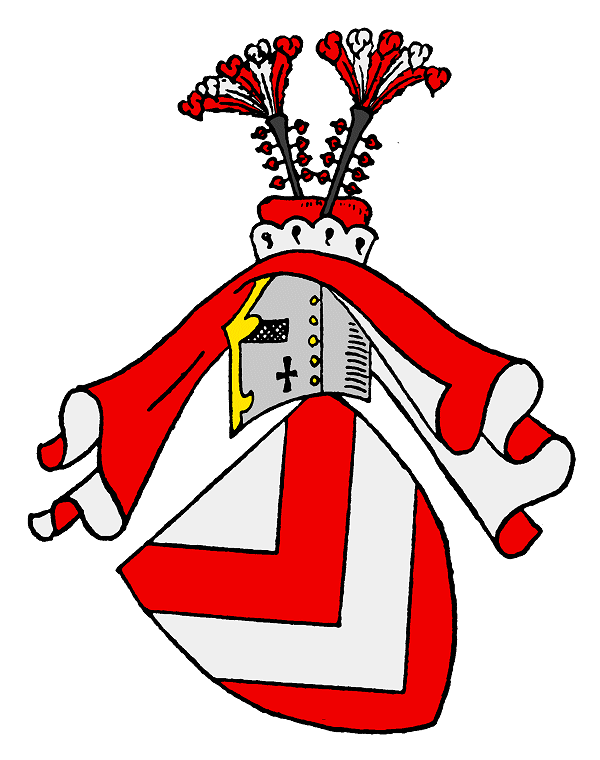
Wappen derer von Witzleben

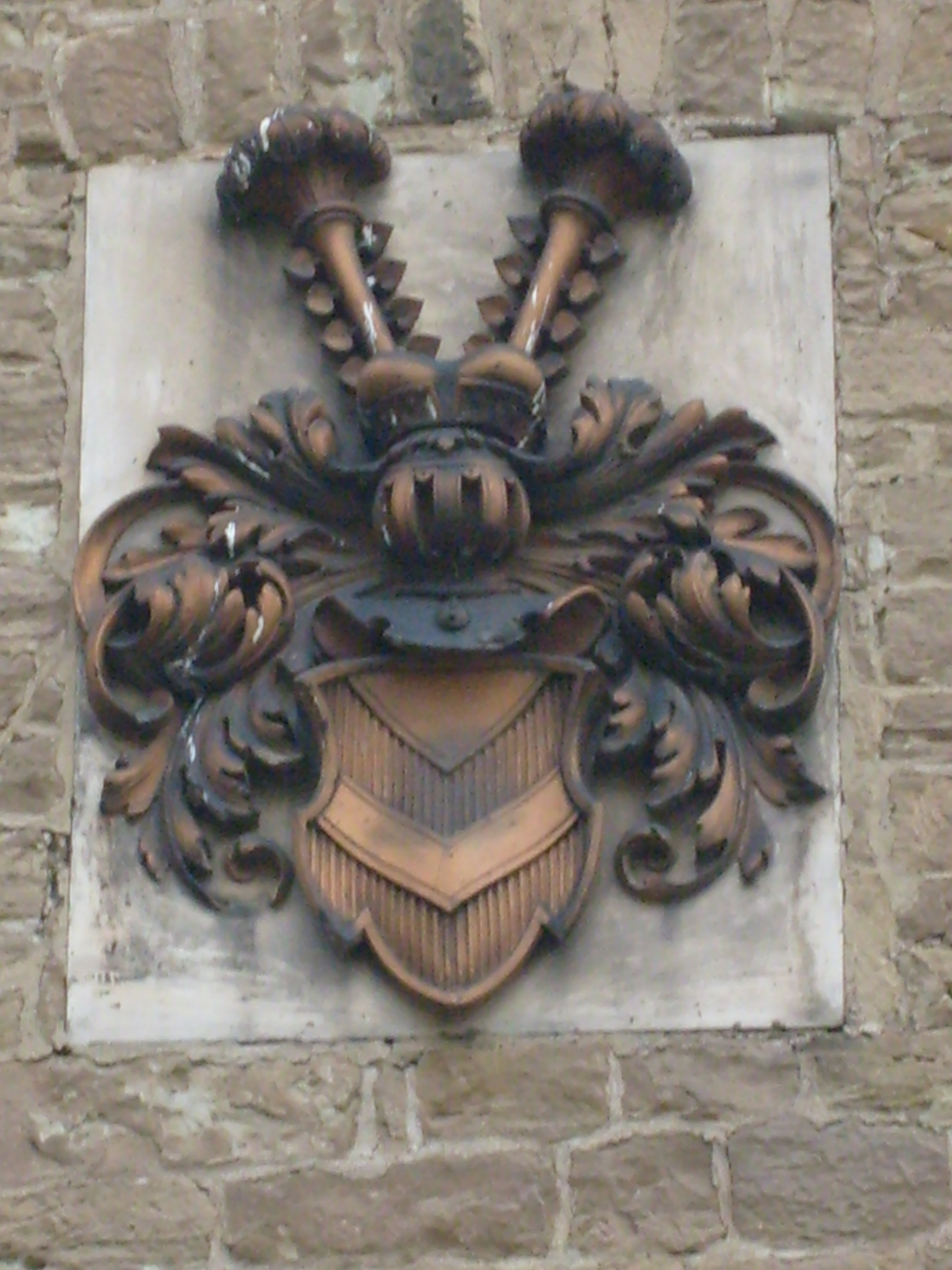
Wappen des Wendelsteiner Zweiges an der Klosterschule Roßleben

Das Adelsgeschlecht Witzleben zählt zum thüringischen Uradel. Der Stammsitz Witzleben ist heute eine Gemeinde im Ilm-Kreis in Thüringen.

## Ursprung und Geschichte

### Geschichte
Eine erste Spur der Familie befindet sich auf der Stammburg der Elgersburger Linie in Form eines in Stein gehauenen Wappens mit der Jahreszahl 1088, das jedoch in späterer Zeit entstanden ist.
Der Legende nach und nicht zu belegen ist der in der älteren Literatur genannte erste Namensträger Erich von Witzleben, der von 933 bis 980 gelebt haben und im Jahr 964 von Kaiser Otto zum Ritter geschlagen worden sein soll. Ferner wird ein Fritz von Witzleben genannt, der im Jahre 1115 als Ritter in der Schlacht am Welfesholz gefallen sein soll.
Urkundlich erschienen zuerst 1133 mit „Adalherus et Gerboto de Wiceleibe“ im Gefolge des Landgrafen Ludwig von Thüringen zwei Vertreter der Familie. Die Stammreihe nahm ihren Anfang mit Hermann von Witzleben ab 1251. Schon im 13. Jahrhundert bildeten sich mehrere Linien heraus. Eine begann mit Christian von Witzleben, Herr auf Barchfeld 1290/91, eine mit Ritter Friedrich von Witzleben, Herr auf der Elgersburg, 1288 und eine weitere ebenfalls 1288 mit dem Ritter Herbord (Herborto) von Witzleben als Stammherren. Mehrere Äste und Zweige der Familie erloschen im Laufe der Zeit wieder. Bis heute haben sich die drei Linien Elgersburg, Liebenstein und Wendelstein erhalten.

### Besitzungen
Das Geschlecht Witzleben verfügte über mehrere Besitzungen, darunter über Angelroda (erstmals 1363 bis in das 15./16. Jahrhundert, dann 1651–1946), Brandenburg (Lauchröden) (1364), Berka (1422–1608), Bösleben (im Mittelalter), Elgersburg (1297–1316 und 1437–1802), Fröttstädt (Domäne, seit 1737), Gera (bei Gräfenroda), Liebenstein (1282–1363 und 1434–1820), Manebach (ab 1660), Mittelsömmern (1502), Molschleben (1351–1737), Neuroda, Oberellen, Plaue (im Mittelalter), St. Ulrich (1765–1770), Traßdorf, Wartenburg, Wendelstein (1355–1523), Witzleben (Westpreußen) (bis 1945) und Wohlmirstedt (bis 1803).

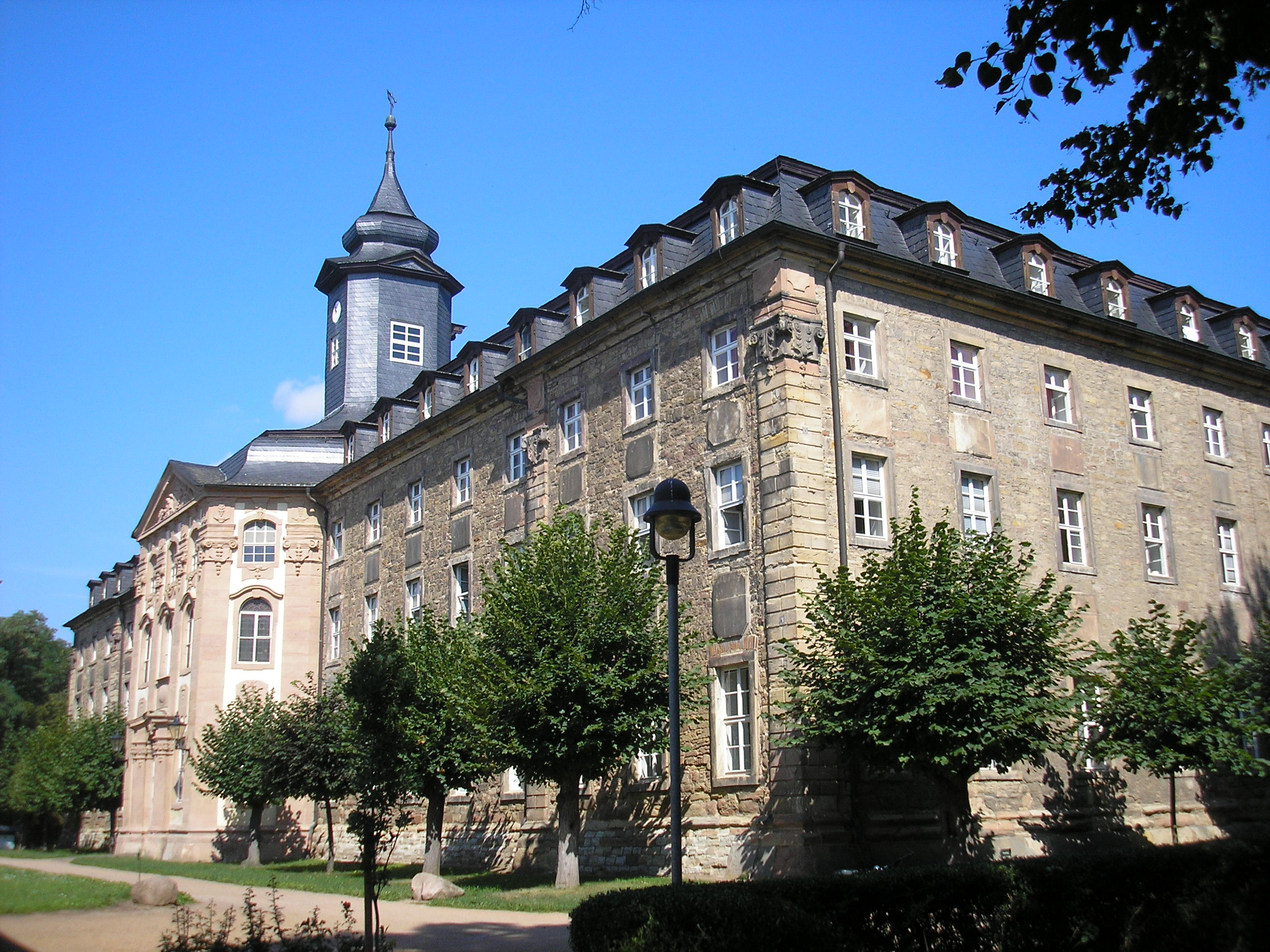
Klosterschule Roßleben

Heinrich von Witzleben zum Wendelstein stiftete 1554 die noch heute bestehende Klosterschule Roßleben, an deren Spitze seitdem immer ein Wendelsteiner Witzleben als Erbadministrator steht. Dieses Wendelsteiner Vorrecht wurde 2001 durch die Stiftung geändert und auf alle volljährigen männlichen Nachkommen erweitert.
Bedeutend war der Besitz der Witzlebens als Vicomte d’Ipigny in Belgien, der von 1546 bis 1645 in Familienbesitz blieb: Ipigny (Uppein), Charmoy, Gilet, Neuville und Franchoy-Bergaingne (Beauraing).
Ebenso außergewöhnlich war der Besitz des Heinrich Hartmann Friedrich Graf von Witzleben-Alt-Doebern, bestehend aus dem Schloss Altdöbern, der Brauerei und den angeschlossenen Gütern Reddern, Gräbendorf, Laasdorf, Göritz, Casel, Ilmersdorf und Muckwar, die allesamt von 1879/1880 bis 1914 in Familienbesitz blieben.
Die Vertreibung aus Polen und die Enteignung durch die Bodenreform in der Sowjetischen Besatzungszone führten 1945/46 zum Verlust der beiden Güter Witzleben und Angelroda. Heute befindet sich nur noch das Herrenhaus Hude (Oldenburg) (seit 1678) der Liebensteiner Linie im Eigentum von Familienmitgliedern. Die Klosterschule Roßleben (seit 1554) gehört einer Stiftung, an der die Familie beteiligt ist. Das Schloss Weingartsgreuth ist als ehemaliger Besitz des Reichsfreiherrn von Seckendorff seit 1962 im Eigentum des Erben, des Freiherrn von Seckendorff-von Witzleben.

### Namen und Titel

#### Ritter
Im Mittelalter war die Großzahl der Familienangehörigen Ritter im wirklichen Sinne des Titels, also Träger der Ritterwürde. Dazu zählte:
- Christian von Witzleben, Bischof von Naumburg (1381–1394)

#### Freiherrn
Einige Vertreter des uradeligen Geschlechts wurden als Freiherren oder Barone angesprochen, eine offizielle Verleihung des Freiherrentitels ist jedoch nicht dokumentiert. Siebmachers Wappenbuch beschreibt diese Situation wohl am besten, wenn es die Familie Witzleben öfter in der Abteilung Freiherrn unter dem Zusatz „Alias-Freiherrn“ führt. Dazu heißt es, dass die Familie in einigen Linien in Preußen im Freiherrn-Stand sei, aber kein Familienmitglied bekannt sei, das sich des Titels bedienen würde.

#### Grafen
- Heinrich von Witzleben, Sohn des preußischen Oberpräsidenten Hartmann von Witzleben, wurde am 21. Juni 1886 als „von Witzleben-Alt-Doebern“ in Bad Ems in den erblichen preußischen Grafenstand erhoben.
- Jobst Heinrich Graf von Witzleben, Vicomte d’Ipigny (Burggraf von Uppein (Belgien)), Herr zu Charmoy, Gilet, Neuville und Franchoy-Bergaingne (Beauraing), Sächsischer Oberkriegsrat, heiratete 1594 Margarethe von Tilly, die Schwester des Generalissimus Graf von Tilly, starb 1605.
- Julius Graf von Witzleben, Vicomte d’Ipigny (Burggraf von Uppein (Belgien)), Herr zu Charmoy, Gilet, Neuville und Franchoy-Bergaingne (Beauraing), Kurkölnischer Kämmerer und Kaiserlicher Oberst, 1613 auf Empfehlung Tillys Truchsess des Maximilian I. von Bayern; Sohn des Vorgenannten. Er war an der Schlacht am Weißen Berg beteiligt (laut Bericht vom 12. November 1620) und soll in der Schlacht bei Wiesloch (29. April 1622) den Leib Tillys gedeckt haben; er selbst starb 1632 in der Schlacht von Lützen.
- Ernestine Derne de Loyers, geb. von Witzleben, Vicomtesse d’Ipigny (Burggräfin von Uppein (Belgien)), Herrin zu Charmoy, Gilet, Neuville und Franchoy-Bergaingne (Beauraing); Schwester des Vorgenannten, hielt zusammen mit ihrer Schwester (unten) nach dem Tod des Bruders Titel und Besitz.
- Anna Baronin von Groesbeeck, geb. von Witzleben, Vicomtesse d’Ipigny (Burggräfin von Uppein (Belgien)), Herrin zu Charmoy, Gilet, Neuville und Franchoy-Bergaingne (Beauraing); Schwester der Vorgenannten, hielt zusammen mit ihrer Schwester (oben) nach dem Tod des Bruders Titel und Besitz.

#### Familienzusammenschlüsse
Verwandtschaftliche – und adelsrechtlich legitimierte – Zusammenschlüsse mit Linien anderer adeliger Familien haben überdies zu den Namensvereinigungen von Witzleben-Normann (seit 1876), von Wurmb-Witzleben (seit 1898), von Ziegler-Witzleben (seit 1919), und die Freiherren von Seckendorff-von Witzleben (seit 1962) geführt, die teilweise bis heute existieren und dabei sowohl eigenständige Familien als auch Teile der beiden jeweils betroffenen – soweit noch existenten – Familien sind. Es entstanden in diesem Zusammenhang auch Wappenvereinigungen bzw. -teilungen.

## Wappen
Das Stammwappen ist dreimal von Silber und Rot in gestürztem Sparrenschnitt geteilt. Auf dem Helm ist ein runder roter Hut mit aufgeschlagener Hermelinkrempe. Der Hut ist besteckt mit zwei schwarzen Schäften, die beiderseits mit roten Blättern besteckt sind und oben fünf abwechselnd rot und silberne Straußenfedern tragen. Die Helmdecke ist ebenfalls rot-silber.
Die Liebensteiner Linie führt darüber hinaus einen zweiten Helm, aus dem in natürlicher Farbe Hals samt Kopf eines goldbewehrten Geiers mit goldenem Halsband zwischen rechts zwei und links drei silbern- und rotgespaltenen Fähnlein mit roten Stangen hervorwächst.

## Ausgewählte Vertreter

### I. oder Elgersburger Linie

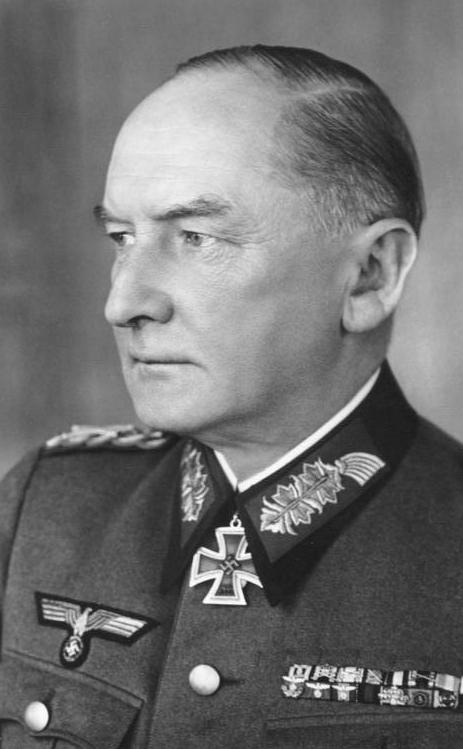
Generalfeldmarschall Erwin von Witzleben im Jahr 1940

- Job Wilhelm von Witzleben (1635–1688), Herr auf Elgersburg und Angelroda
  - Johann Georg (1677–1743), Kammerjunker und Reisestallmeister
    - Albrecht Ernst Heinrich von Witzleben (1717–1761), preußischer Kapitän
      - Job Wilhelm von Witzleben (1753–1824), preußischer Oberstleutnant
        - Heinrich von Witzleben (1803–1862), preußischer Oberst
          - Georg von Witzleben (1838–1898), preußischer Hauptmann
            - Erwin von Witzleben (1881–1944), Heeresoffizier, zuletzt Generalfeldmarschall und Oberbefehlshaber West, als Widerstandskämpfer des 20. Juli hingerichtet

      - Heinrich Günther von Witzleben (1755–1825), preußischer Generalmajor und Rittergutsbesitzer in Angelroda und Elgersburg.
        - Job von Witzleben (1783–1837), preußischer Generalleutnant und Generaladjutant; Staats- und Kriegsminister.
          - Job von Witzleben (1813–1867), preußischer Generalmajor.
          - Eric von Witzleben (1819–1878), preußischer Oberst[5] und Fideikommissherr aus Liszkowo
            - Job von Witzleben (1845–1894), preußischer Major und Fideikommissherr auf Witzleben
              - Erik von Witzleben (1884–1958), Bundessprecher der Landsmannschaft Westpreußen und Namensgeber der Erik-von-Witzleben-Stiftung.

            - Eric von Witzleben (1847–1919), preußischer Generalmajor und Rechtsritter des Johanniterordens.

          - Albrecht von Witzleben (1823–1867), preußischer Major.
            - Elisabeth von Witzleben (* 1854), ⚭ Generalmajor Julius von Loewenfeld

        - Konstantin von Witzleben (1784–1845), preußischer Generalleutnant und Kommandant von Glatz.
          - Max von Witzleben (1812–1888), preußischer Generalmajor.

      - Friedrich von Witzleben (1760–1800), preußischer Kapitän
        - Friedrich von Witzleben (1797–1862), Wirklicher Geheimer Rat und Oberstallmeister
          - Friedrich Karl von Witzleben (1864–1947), deutscher Generalleutnant und Direktor des Hauptversorgungsamtes Berlin
            - Irmgard von Witzleben (1896–1944), deutsche Künstlerin und Gegnerin des Nationalsozialismus

      - Heinrich von Witzleben (1761–1818), Chef des preußischen Feldjägerregiment, preußischer Oberst und Oberforstmeister
        - Hermann von Witzleben (1797–1876), preußischer Oberst
          - Hermann von Witzleben (1827–1888), deutscher Oberforstmeister
            - Anna von Witzleben (* 1862), ⚭ Generalleutnant Karl von der Decken (1855–1935)
            - Hermann von Witzleben (1864–1938), deutscher Generalmajor
              - Hermann von Witzleben (1892–1976), deutscher Generalmajor

        - Friedrich von Witzleben (1802–1873), preußischer Kammerherr und ab 1861 Schlosshauptmann von Rheinsberg

  - Hartmann von Witzleben (1681–1736), Konsistorialrat
    - Friedrich Hartmann von Witzleben (1722–1788), sachsen-weimarscher Wirklicher Geheimer Rat und Oberhofmarschall
- Georg Friedrich von Witzleben (1635–1689), ⚭ Maria Magdalena von Hanstein
  - Esther Maria von Witzleben (1665–1725), ⚭ Johann Karl von Birkenfeld-Gelnhausen (1638–1704), Stammmutter der Herzöge in Bayern

### II., Liebensteiner oder Oldenburger Linie
- Adam Heinrich von Witzleben (1673–1751), Kommandant der Burg Gutenfels und Obristwachtmeister.

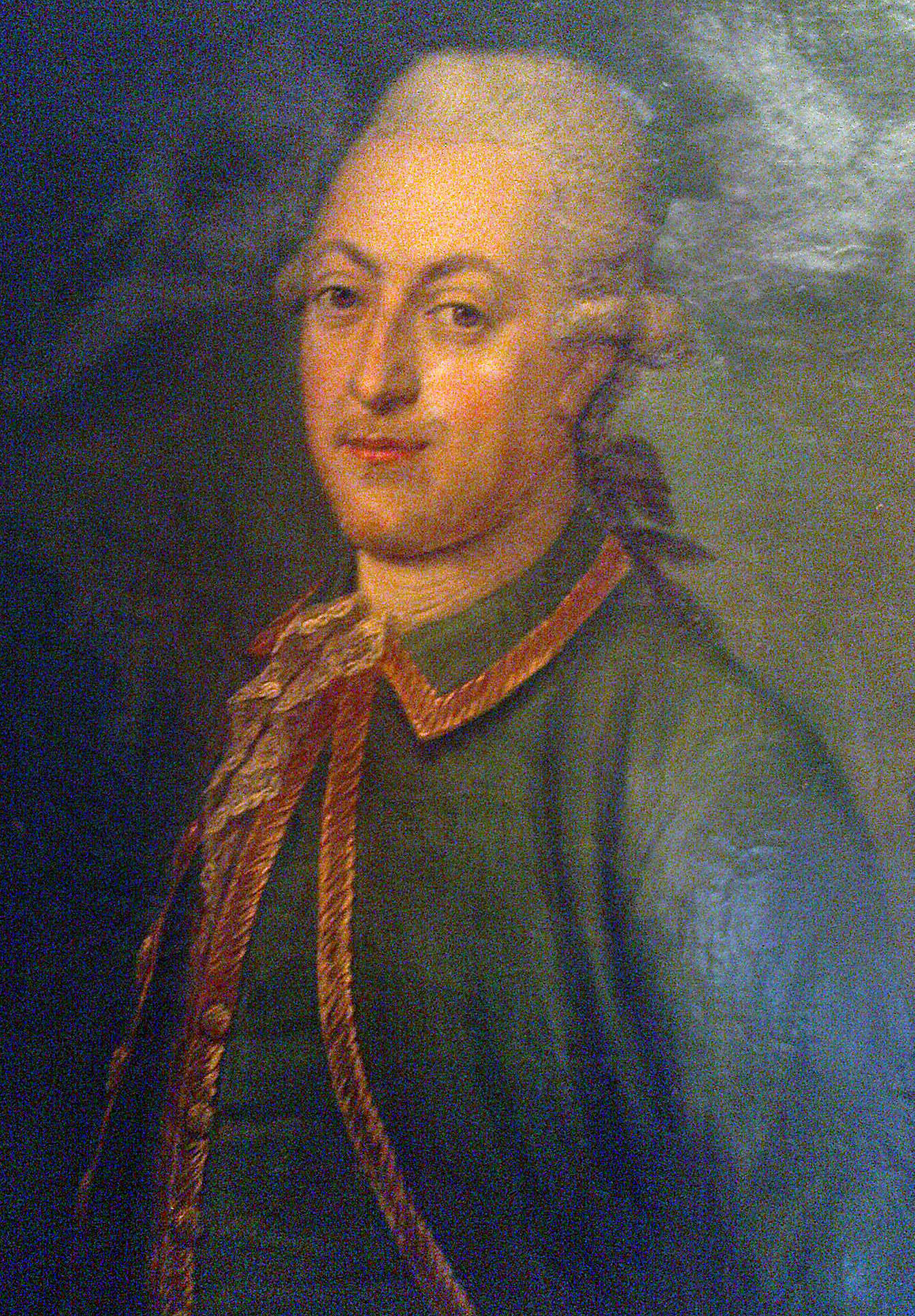
Porträt von Adam Levin von Witzleben dem Jüngeren in dänischer Offiziersuniform.

- Kurt Veit von Witzleben (1645–1719), dänischer Oberjägermeister und Landdrost der Grafschaft Delmenhorst.
  - Christoph Burckhard von Witzleben (1687–1732), dänischer Kammerjunker, Landrat und Jägermeister.
    - Adam Levin von Witzleben der Jüngere (1721–1766), dänischer Leutnant
      - Christoph Ernst von Witzleben (1751–1813), oldenburgischer Hofjägermeister
        - Ernst von Witzleben (1810–1874), Herr auf Hude und Elmeloh
          - Eduard von Witzleben (1850–1920), preußischer Generalmajor

    - Karl von Witzleben (1763–1843), dänischer Major
      - Friedrich von Witzleben (1798–1865), dänischer Zoll- und Intendanturbeamter
        - Johannes von Witzleben (1831–1879), dänisch-deutscher Schauspieler.

      - Rochus von Witzleben (1758–1826), dänischer Kammerherr, oldenburgischer Kammerherr, Hofchef in Plön und Schlosshauptmann von Eutin.
        - Adam Ernst Rochus von Witzleben (1791–1868), oldenburgischer Kammerherr, Oberstallmeister und Geheimer Rat

  - Adam Levin von Witzleben (1688–1745), dänischer Geheimer Rat und Hofrat.

### III. oderWendelsteinerLinie
- Christian von Witzleben (1338–1374), Ritter
  - Friedrich von Witzleben (1356–1393), Ritter
    - Dietrich von Witzleben (1392–1429), Ritter
      - Friedrich von Witzleben (1464), Herr auf Wendelstein
        - Friedrich von Witzleben (1441–1501), Herr auf Wendelstein
          - Dietrich von Witzleben (1488–1531), Ritter, Herr auf Wendelstein
            - Heinrich von Witzleben (1509–1561), Stifter der Klosterschule Roßleben
              - Wolf Dietrich von Witzleben (1561–1596), Herr auf Wendelstein
                - Philipp Heinrich von Witzleben (1584–1638), Herr auf Wendelstein
                  - Wolf Dietrich Arnold von Witzleben (1627–1684), kursächsischer Obersteuereinnehmer in Thüringen und Erbadministrator der Klosterschule Roßleben
                    - Hartmann Ludwig von Witzleben (1676–1735), Erbadministrator der Klosterschule Roßleben
                      - Friedrich Wilhelm von Witzleben (1714–1791), sächsischer Rittergutsbesitzer sowie sachsen-weißenfelsischer Oberhofmeister.
                        - Friedrich Ludwig von Witzleben (1755–1830), Staatsrat und Generaldirektor der Domänen, Forste und Gewässer in Hessen, zuletzt Geheimer Staatsminister in Hessen.
                          - Carl von Witzleben (1794–1825), hessischer Oberregierungsrat
                            - Moritz von Witzleben (1822–1875), preußischer Leutnant
                              - Karl Ludwig von Witzleben (1853–1900), preußischer Major
                                - Wolf-Dietrich von Witzleben (1886–1970), deutscher Unternehmer, Wehrwirtschaftsführer, Aufsichtsratsvorsitzender der Siemens & Halske AG und der Siemens-Schuckertwerke
                                  - Edelgarde von Witzleben (* 1915), seit 1935 verheiratet mit Gisbert Kley, Oberregierungsrat

                        - Georg Hartmann von Witzleben, preußischer Geheimer Regierungsrat, Erbadministrator der Klosterschule Roßleben
                          - Hartmann von Witzleben (1805–1878), Oberpräsident der preußischen Provinz Sachsen, Wirklicher Geheimer Rat, Mitglied des Herrenhauses
                            - Heinrich Graf von Witzleben-Alt-Doebern (1854–1933), seit 1905 Mitglied des Preußischen Herrenhauses

                    - Wolf Dietrich Arnold von Witzleben (1684–1751), Kammerherr und Obersteuereinnehmer in Thüringen
                      - Dietrich Gottlieb von Witzleben (1723–1785), kursächsischer Oberstleutnant
                        - Karl von Witzleben (1756–1805), kursächsischer Premier-Lieutenant
                          - Gustav von Witzleben (1793–1866), sächsischer Premier-Lieutenant
                            - Cäsar Dietrich von Witzleben (1823–1882), Historiker, Archivar und Redakteur
                            - Oskar von Witzleben (1826–1897), sächsischer Oberlandforstmeister
                              - Walther von Witzleben (1865–1949), deutscher Generalmajor, Kommandeur des sächsischen Militärordens St. Heinrich

                          - Eduard von Witzleben (1800–1855)
                            - Dietrich von Witzleben (1837–1911), sächsischer Bahnhofsinspekteur
                              - Dietrich von Witzleben (* 1882), Oberregierungsrat
                                - Job von Witzleben (1916–1999), Oberst der NVA

                          - Maximilian von Witzleben (1803–1861), deutscher Amtmann

                        - Dietrich von Witzleben (1769–1833), sächsischer Major
                          - Benno von Witzleben (1808–1872), sächsischer Generalleutnant

                        - August von Witzleben (1773–1839), deutscher Schriftsteller unter dem Pseudonym A. von Tromlitz.
                          - Ferdinand von Witzleben (1800–1859), preußischer Generalleutnant.
                            - Erik von Witzleben (1827–1866), preußischer Hauptmann
                              - Erick von Witzleben-Normann (1855–1931), deutscher Oberstleutnant
                                - Wolfgang von Witzleben-Normann (* 1887), Direktor der Westinghouse-Bremsen-Gesellschaft
                                  - Uta von Kardorff geb. als Huberta Sophie von Witzleben-Normann (* 1921), deutsche Journalistin und Schriftstellerin

                              - Kurt von Witzleben-Normann (1857–1931), Kammerherr
                                - Erika von Witzleben-Normann (* 1880), verheiratet mit Harry Graf von Posadowsky-Wehner (1869–1923), Konteradmiral

                            - Arthur von Witzleben (1835–1905), deutscher Politiker

                          - August von Witzleben (1808–1880), preußischer Generalleutnant und Militärschriftsteller.
                          - Hermann von Witzleben (1816–1890), preußischer Kammerherr, Premierleutnant, Rechtsritter des Johanniterordens und Besitzer des Rittergutes Kitzscher
                            - Margarethe von Witzleben (1853–1917), Begründerin der Schwerhörigenbewegung in Deutschland

                  - Hartmann Ludwig von Witzleben (1628–1703), kursächsischer Kriegskommissar
                    - Raban Heinrich von Witzleben (1673–1757), kursächsischer Kurkreissteuereinnehmer
                      - Hans Heinrich von Witzleben (1713–1771), von 1754 bis 1763 Kreishauptmann des Leipziger Kreises
                        - Hans Friedrich von Witzleben (1741–1815), preußischer Hauptmann
                          - Leopold von Witzleben (1789–1862), russischer Rittmeister
                            - Arwied von Witzleben (1823–1883), nassauischer Kammerjunker und Oberleutnant
                              - Eric von Witzleben (* 1851), preußischer Oberst
                                - Eric von Witzleben (1878–1912), preußischer Oberleutnant
                                  - Elisabeth von Witzleben (1905–1992), deutsche Kunsthistorikerin

  - Christian von Witzleben (1358–1394), Bischof von Naumburg-Zeitz von 1381/1382 bis 1394

### Weitere Vertreter
- Alexander von Witzleben (* 1963), deutscher Manager.
- Monika von Witzleben (* 1968), deutsche Schauspielerin.